# Próba Taschena
Próba Taschena – próba polegająca na wykonaniu pięciu obrotów wokół własnej osi ciała w ciągu 10 sekund (np. na krześle obrotowym). Następnie badany patrzy na palec badającego umieszczony około 25 cm przed twarzą. Badający mierzy czas trwania poprzecznego oczopląsu. Istnieje wyraźna korelacja pomiędzy zawartością alkoholu we krwi a długotrwałością poziomego oczopląsu. Czas trwania oczopląsu powyżej 9 sekund uważany jest za nieprawidłowy.
Opisał ją Taschen w 1954.